# Joëlle Aubron
Pour les articles homonymes, voir Aubron.
Joëlle Aubron, née le 28 juin 1959 à Neuilly-sur-Seine et morte le 1er mars 2006 dans le 15e arrondissement de Paris, est une militante d'extrême gauche, devenue terroriste comme membre d'Action directe, coupable des meurtres du général Audran et du PDG de Renault, Georges Besse.

## Biographie
Issue d'une famille bourgeoise, elle passe une enfance sans histoire jusqu'au baccalauréat où elle échoue deux fois. Elle commence à alterner travail temporaire et participation à des squats à Paris et Vincennes où elle rencontre des militants d'extrême gauche.
En 1979, elle participe avec Jean-Pierre (dit Yann-Ber) Tillenon, un intime, à une rencontre célébrant le solstice organisée par le Centre d'études doctrinales Julius Evola (lié au GRECE).
Sa participation à Action directe s'affirme en 1980 alors qu'elle est déjà familière des membres du futur noyau dur de l'organisation.
Arrêtée le 9 avril 1982 avec son compagnon Mohamed Hamami, elle est condamnée à quatre ans de prison pour recel et détention d'armes. En août 1982, le groupe Action directe est dissous. En 1982, elle épouse Régis Schleicher, autre membre d'Action directe, dont elle divorce par la suite. Ayant bénéficié d'une remise de peine à la suite de son mariage, elle est libérée le 24 janvier 1984. Elle reprend la gestion d'une librairie anarchiste, puis passe à la clandestinité en 1985, au moment où le groupe se radicalise ; il s'allie avec le groupe terroriste allemand Fraction armée rouge. Elle participe dès lors à plusieurs attaques organisées par Action directe, en particulier l'assassinat du général René Audran le 25 janvier 1985 et celui de Georges Besse le 17 novembre 1986. Joëlle Aubron est considérée comme directement responsable, avec Nathalie Ménigon, de ces deux assassinats sans que l'on puisse préciser les rôles respectifs.
Durant sa cavale, elle est notamment cachée par Tillenon.
Arrêtée avec ses compagnons Jean-Marc Rouillan, Nathalie Ménigon et Georges Cipriani le 21 février 1987 dans une ferme à Vitry-aux-Loges (Loiret), elle est condamnée en 1989 et 1994 à la réclusion criminelle à perpétuité, assortie d'une période de sûreté de dix-huit ans. Elle est incarcérée à la maison d'arrêt de Fleury-Mérogis (Essonne) puis transférée comme Nathalie Ménigon à la prison de Bapaume (Pas-de-Calais) en octobre 1999. 
Après avoir été opérée d'une tumeur au cerveau, elle est libérée le 16 juin 2004 et sa peine est suspendue en application de la loi du 4 mars 2002 relative aux droits des malades.
En 2005, elle apparaît dans le documentaire Ni vieux, ni traîtres, de Pierre Carles et Georges Minangoy.
Elle meurt le 1er mars 2006, 1 an et 8 mois après sa libération, à l'âge de quarante-six ans, d'un cancer ayant provoqué des métastases au cerveau.

## Dans la culture
L'écrivain Vanessa Schneider consacre un roman à Joëlle Aubron, La Fille de Deauville (Grasset, mars 2022). Dans L'Obs, le critique littéraire Jérôme Garcin note : « Vanessa Schneider a compris qu’il fallait être romancière, et non biographe, pour parvenir à camper l’énigmatique, insaisissable, paradoxale Joëlle Aubron ».